# Горганы
Горганы (укр. Ґорґани) — система горных хребтов во внешней полосе Украинских Карпат, расположенных в Ивано-Франковской и Закарпатской областях.
Простираются на 75 км с северо-запада от долины Мизунки и Рики на юго-восток до долины Прута. Ширина с запада на восток составляет около 40 км.

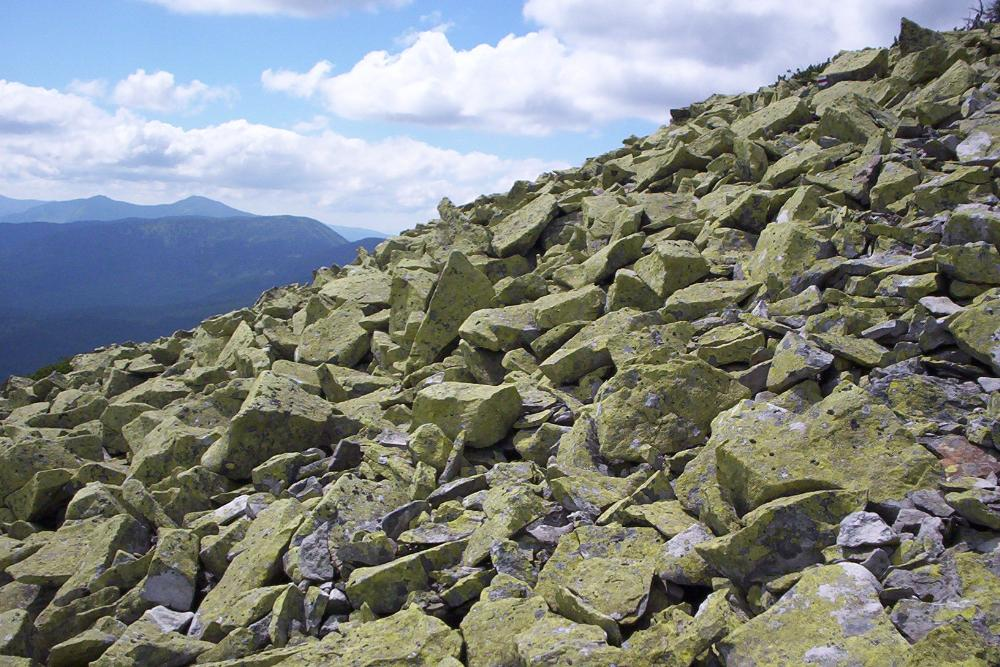
Каменные осыпи — «горган»

Название происходит от названия каменных осыпей, называющихся «горган».
Наивысшая вершина массива Горган — гора Сивуля высотой 1836 метров.
Район очень популярен у туристов, здесь проходят наиболее дикие маршруты в Карпатах.
В Горганах находится жемчужина Карпат — озеро Синевир, Манявский водопад, горнолыжный курорт Буковель и ещё много интересных достопримечательностей.